# Fiat Albea
Fiat Albea este un automobil produs de către uzinele Fiat din Turcia, fiind rezultat al așa-numitul proiect Fiat 178. În anumite țări, același model este cunoscut sub numele de Fiat Siena. Se află în producție începând din anul 2002.
Design-ul caroseriei a fost semnat de către bine-cunoscutul designer italian Giorgetto Giugiaro. 
Deși în uzina din Turcia Fiat Albea este produs cu mai multe tipuri de motoare, în anumite țări automobilul este disponibil cu un singur tip de motor. Spre exemplu în România, Fiat a decis că strategia optimă pentru a concura cu Dacia Logan, un model de mare succes pe piața românească a automobilelor, este să ofere doar motorul 1.2 16V Fire (1242cmc, 80CP/5000rpm, 123Nm/4000rpm).
În anul 2006, Fiat Albea a primit un facelift.

## Caracteristici tehnice
- Motor
  - Nr. cilindri, dispunere: 4, in linie
  - Cilindree (cm³): 1242
  - Putere maximă CP(kW)/rpm: 82(59)/5000
  - Cuplu maxim Nm(kgm)/rpm: 123(12,5)/4000
  - Alimentare: Injecție electronică multipunct (MPI)
  - Aprindere: Electronică, cu avans static, integrată cu injecția
- Transmisie
  - Tracțiune: Față
  - Cutie de viteze: 5 + 1
- Direcție
  - Tip: Pinion cremalieră cu raport variabil
  - Diametru de întoarcere (m): 10,5
- Frâne - D (disc), T (tambur)
  - Față - diametru (mm)	D 257(autoventilat)
  - Spate - diametru (mm)	T 228
- Suspensii
  - Față: Independente, tip Mc Pherson
  - Spate: Punte torsională cu 2 elemente tubulare longitudinale
- Dimensiuni
  - Lungime (mm): 4186
  - Lățime (mm): 1703
  - Înălțime (mm): 1490
  - Capacitate portbagaj (litri):	515
- Roți
  - Pneuri: 175 / 70 R 14 (185 / 65 R14 disponibil din 2006)
- Mase - Capacități
  - Masa proprie în ordine de mers (kg): 1070
  - Capacitate rezervor combustibil (l): 51
- Performanțe
  - Viteza maximă (km/h): 169
  - Accelerație 0-100 km/h (s): 12,1
- Consum carburant (l/100 km)
  - Urban: 9,4
  - Extraurban: 5,7
  - Mixt: 7,0

## Galerie foto

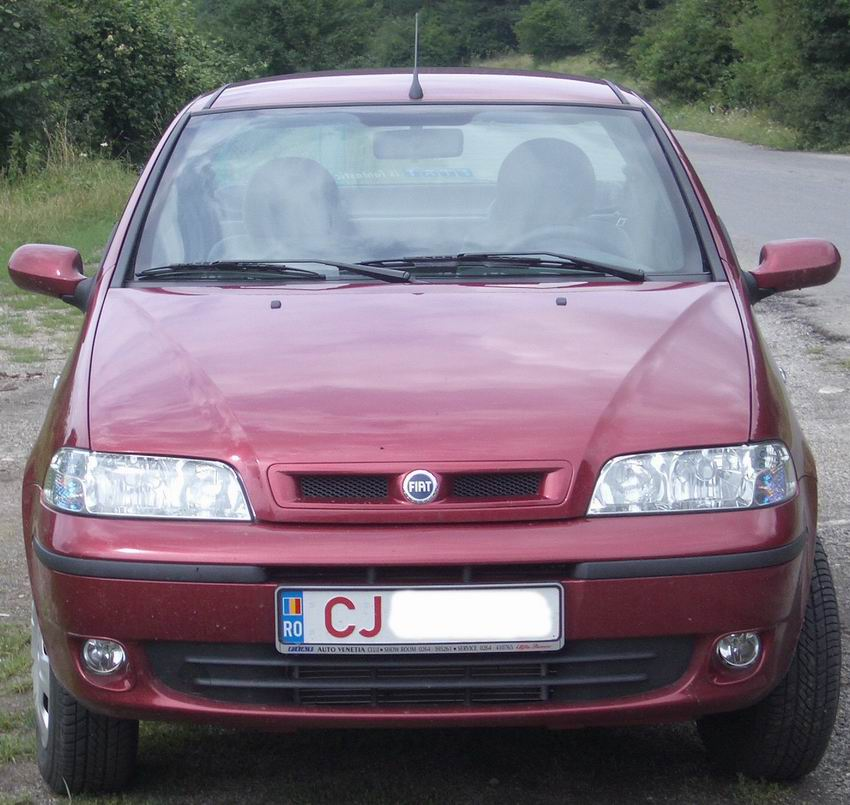
2005 Fiat Albea Star 1.2 16V from Romania
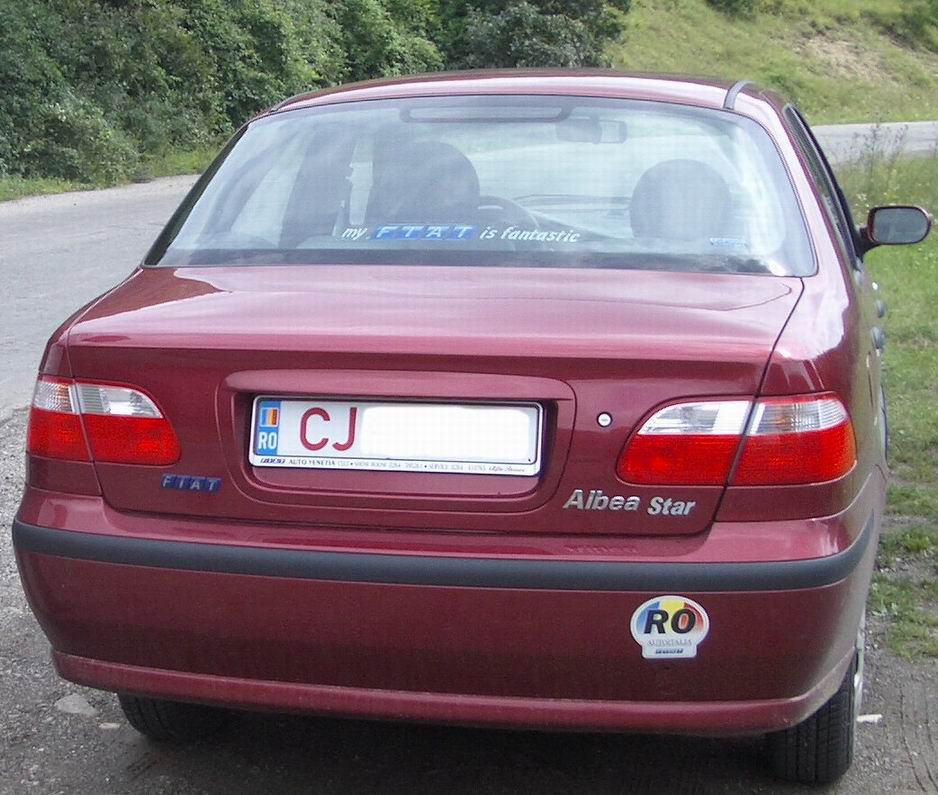
2005 Fiat Albea Star 1.2 16V from Romania
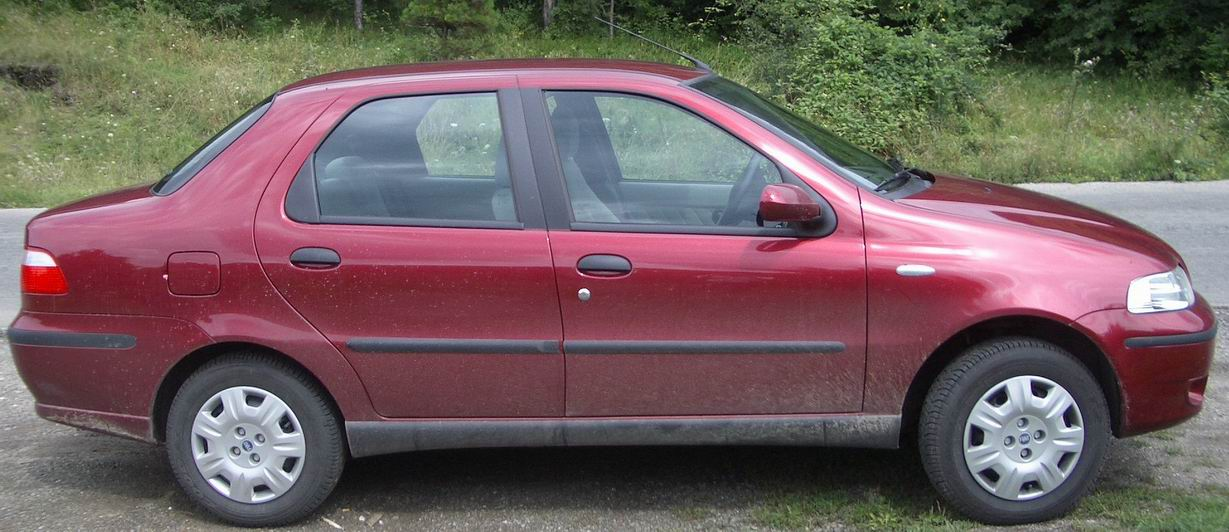
2005 Fiat Albea Star 1.2 16V from Romania
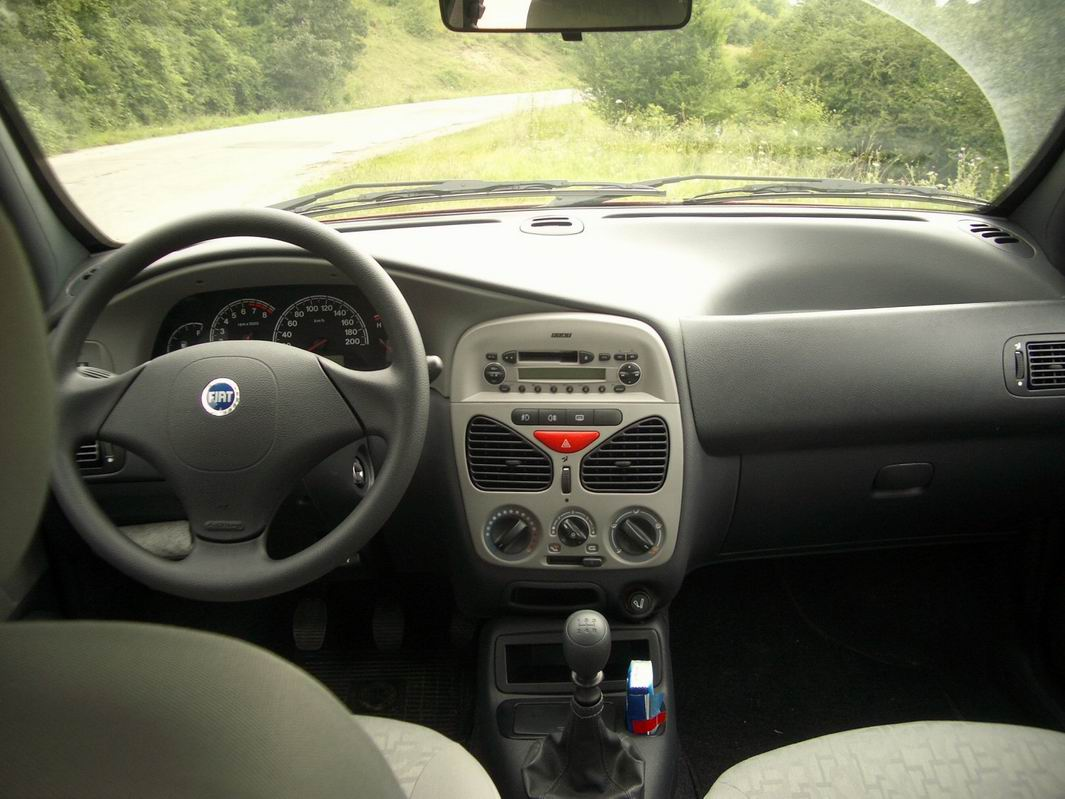
2005 Fiat Albea Star 1.2 16V from Romania
Facelift 2006
Facelift 2006
Bord varianta 2006
Radio-CD varianta 2006 echipare Dynamic